# Bangkok Arena
Bangkok Arena là sân vận động trong nhà, nằm ờ Nong Chok của Băng Cốc, Thái Lan. Sức chứa của nhà thì đấu là 12,000 ghế ngồi và việc xây dựng sân vận động đã được dự kiến hoàn thành vào năm 2012 cho Giải vô địch bóng đá trong nhà thế giới 2012, nhưng đã không hoàn thành đúng thời hạn do lũ lụt. Sân vận động cuối cùng đã được mở vào năm 2015, cùng lúc bắt đấu Giải vô địch bóng đá trong nhà Đông Nam Á 2015. Sân vận động có thể sử dụng để buổi hòa nhạc, bóng rổ, bóng đá trong nhà và bóng chuyền.